# Christophe Jallet
Christophe Jean-Pierre Jallet (născut la 31 octombrie 1983) este un fost fotbalist profesionist francez care a jucat ca fundaș dreapta. În timpul carierei sale, a jucat la Niort, Lorient, Paris Saint-Germain, Lyon, Nisa și Amiens, precum și a înregistrat 16 selecții pentru echipa națională a Franței între 2012 și 2017.